# Hendersonporseleinhoen
Het hendersonporseleinhoen (Zapornia atra synoniem: Porzana atra) is een vogel uit de familie van rallen (Rallidae). Het is een kwetsbare, endemische vogelsoort op een van de Pitcairneilanden.

## Kenmerken
De vogel is 17 cm lang. Het is een kleine ral die het vliegvermogen heeft verloren. De vogel is geheel glanzend zwart, met rode ogen en rode poten.

## Verspreiding en leefgebied
Deze soort is endemisch op het eiland Henderson, een onbewoond koraalatol binnen de Pitcairneilanden dat halverwege Paaseiland en Tahiti ligt.

## Status
De hendersonporseleinhoen heeft een beperkt verspreidingsgebied en daardoor is de kans op uitsterven aanwezig. De grootte van de populatie werd in 2016 door BirdLife International geschat op 8200 volwassen individuen. Er zijn potentiële gevaren voor de populatie zoals de introductie van ziekten en invasieve plant- en diersoorten en het gif dat wordt gebruikt om de ratten op het eiland te bestrijden. Om deze redenen staat deze soort als kwetsbaar op de Rode Lijst van de IUCN.